# Разграбление Басры (923)
Разграбление Басры силами карматского государства во главе с Абу Тахиром аль-Джаннаби происходило с 12 по 28 августа 923 года. Оно стало результатом долгосрочного ухудшения отношений между карматами и Аббасидским халифатом, владевшим городом. В нападении принимало участие 1700 человек, которые перебили стражников, разбили ворота и ворвались вовнутрь, подвергнув беззащитный город Басру в южной части Ирака жестокому разорению, полностью опустошив его. Вместе с нападением на караван паломников это разграбление привело к ослаблению власти халифа и массовым беспорядкам в стране.

## Предыстория
Основанный в 890 году в Бахрейне исмаилитским даи Абу Саидом аль-Джаннаби, карматский эмират с самого начала своего существования занял резко оппозиционное положение к суннитам в целом и Аббасидам в частности. В 912 году карматские войска совершили рейд в земли аббасидского Ирака и напали на Басру, вынудив суннитов подписать сепаратный мир. Он прервался в 923 году, когда у власти в карматском государстве встал младший сын Абу Саида Абу Тахир аль-Джаннаби. В это время пост визиря Аббасидского халифата занимал Абу-ль-Хасан Али Ибн аль-Фурат, шиит по вероисповеданию, который был гораздо менее склонен к примирению. Он занял пост на следующий год после того, как Абу Тахир унаследовал престол. При этом от него отвернулось значительное число воинов, из-за чего оборона центральных провинций Аббасидов стала намного хуже. Новый же карматский эмир явно хотел заявить о себе как о грозном сопернике.

## Нападение и разграбление
11 или 12 августа 923 года, спустя лишь 4-5 дней после назначения Ибн аль-Фурата, карматы устроили новый рейд на Басру. В нём участвовал отряд численностью лишь в 1700 человек. Под командованием Абу Тахира они с помощью лестниц забрались на стены, где перебили стражников и забили ворота песком и камнями. Вали города и региона Сабук аль-Муфлихи не принял меры предосторожности, поскольку принял нападавших за простых разбойников из числа бедуинских племён. Жители Басры сражались храбро, но поскольку халиф так и не прислал им военную помощь, были разбиты. Оставшиеся 17 дней карматы, не встречая сопротивления, грабили город, полностью опустошив его и в конце концов унеся отсюда большую добычу и уведя много пленных, среди которых было немало женщин и детей, которых они затем продали в рабство. Аббасиды зашли в город только после того, как карматы его покинули, как и в большинстве случаев подобных набегов: карматы обладали небольшими, но мобильными отрядами, которые могли быстро ретироваться после нападения, в то время как их база была основательно защищена от контратаки противника.

## Последствия
Через год после этого нападения карматы атаковали и разграбили караван паломников, идущий из Мекки в Багдад. Оба события, по христианскому летоисчислению выпадающие на разные года, по исламскому выпали на один. Летописец Ариб ибн Сад описал этот год как «год разрушения», когда власть халифа из-за нападений карматов значительно пошатнулась. По всему Багдаду прокатилась волна беспорядков. Халиф был вынужден передать часть полномочий гражданского управляющего своему главнокомандующему Му’нису ал-Хадиму, чего ранее в значительной степени опасались визири. Была учреждена должность Шихна, военного губернатора, который был подотчётен именно командующему и во всём ему подчинялся. Эти события привели к тому, что Ибн аль-Фурат утратил всякое доверие и халифа, и простого народа. 16 июля его сместили и казнили вместе с сыном. Из-за этого гражданское управление во многом оказалось подчинено военным.
В дальнейшем карматы продолжали одерживать над врагом победу за победой, сначала «перемолотив всё войско Аббасидов», а в 927 году вторглись в Ирак, угрожая самому Багдаду. В 930 году Абу Тахир разграбил Мекку и похитил Чёрный камень. Однако в дальнейшем, из-за внутренних проблем, вызванных в частности провозглашением «Исфаханского махди», отношения между халифатом и карматами нормализовались.